# Chisogne
Chisogne (en wallon : Tchîsogne) est un hameau de la commune belge de Sainte-Ode située en Région wallonne dans la province de Luxembourg.
Avant la fusion des communes de 1977, Chisogne faisait partie de la commune de Tillet.

## Étymologie
Le nom du hameau viendrait de Chi, Chy, Chie nom en roman signifiant Cense, Ferme ou Maison et de Ogne, se rapportant à un endroit élevé.

## Situation
Chisogne est un hameau ardennais traversé par le petit ruisseau de Chisogne qui se faufile à travers les prairies depuis l'étang de Beauplateau situé en amont jusqu'à sa confluence avec le Laval. La localité se trouve près du village de Tillet sur la route menant au petit hameau d'Acul.

## Description
Le hameau se caractérise par le fait que deux petites unités distinctes d'habitations se soient implantées sur chaque versant en pente douce du ruisseau de Chisogne. On trouve dans le hameau quelques anciennes fermettes souvent construites en pierre du pays (moellons de grès schisteux)

## Patrimoine
Une petite chapelle blanche se trouve entre deux maisons, un peu à l'écart de la route principale.

## Tourisme
Chisogne compte plusieurs gîtes ruraux.